# Idgiomimula uhligi
Idgiomimula uhligi es una especie de coleóptero de la familia Oedemeridae.

## Distribución geográfica
Habita en Tanzania.